# Престон-роуд (станция метро)
«Престон-роуд» (англ. Preston Road) — станция лондонского метро линии Метрополитен. «Ускоренные» поезда проезжают эту станцию без остановки.

## История
Столичная железная дорога была продлена от Уиллсден Грин до Харроу 2 августа 1880 года, но первоначально не было никаких станций. Станция на восточной стороне моста Прэстон-роуд была открыта 21 мая 1908 года в год проведения Олимпийских игр и первоначально называлась Прэстон-роуд Хэлт; позже она была переименована в нынешнее название. В течение 1931 — 1932 годов станция была перестроена на противоположной стороне автодорожного моста, и работа была проведена в два этапа.